# Kundryuchya
Kundryuchya (tiếng Nga: Кундрючья, tiếng Ukraina: Кундрю́ча) là một sông tại tỉnh Rostov của Nga và tỉnh Luhansk của Ukraina.
Sông Kundryuchya bắt nguồn từ rặng núi Donets thuộc tỉnh Luhansk của Ukraina. Sông chảy về phía đông sang tỉnh Rostov của Nga, tạo ra một thung lũng sâu trong vùng núi. Nguồn nước sông chủ yếu là từ tuyết tan. Sông bị đóng băng từ cuối tháng 11 đến giữa tháng 3.
Sông có chiều dài 244 km trong đó 21 km chảy trên lãnh thổ Ukraina, và diện tích lưu vực là 2.320 km2. Lưu lượng dòng chảy trung bình hàng năm tại cửa sông là 3,74 m³'s. Thị trấn Krasny Sulin nằm ven sông. Trên sông có một trong những nhà máy điện lớn nhất trong khu vực, với hồ chứa và đập lớn.
Một bãi cát nhân tạo được tạo thành ven hồ chứa Sokolovsky ở Novoshakhtinsk. Việc Grigory Kapustin phát hiện ra mỏ than trên sông Kundryuchya vào cuối năm 1721 đã dẫn đến việc thăm dò địa chất ở bể than Donetsk..